# 半融合體

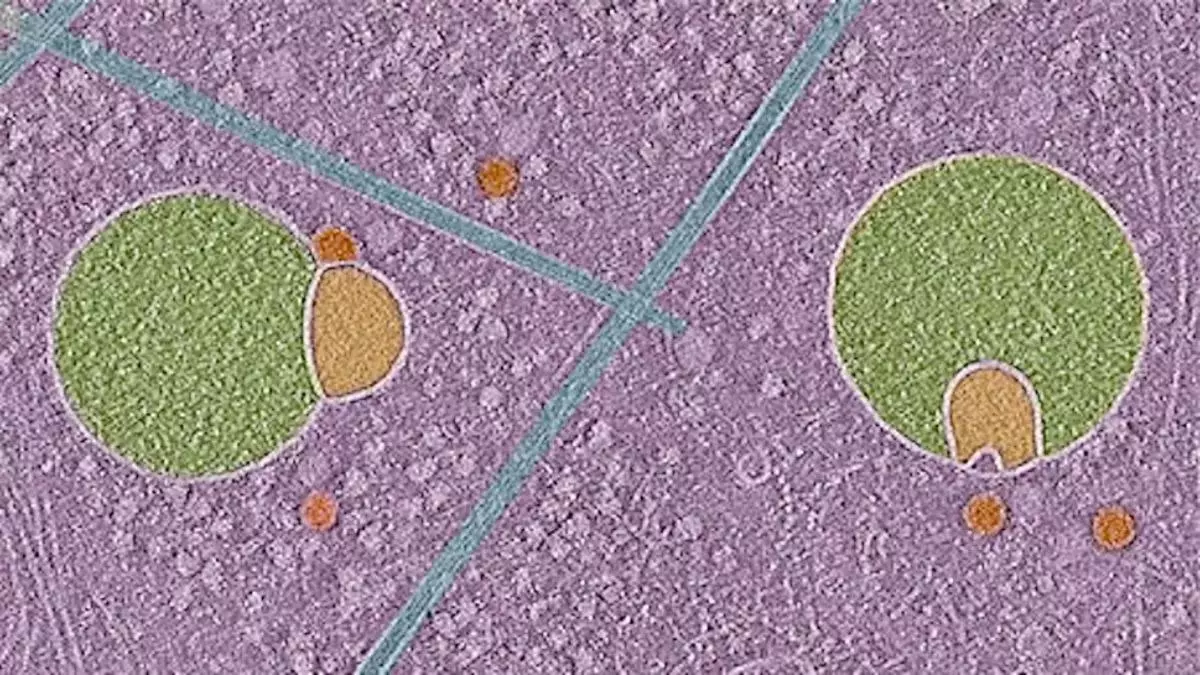
此圖中的綠色和橙色結構是半融合體，這些新發現的細胞器可能代表人類細胞中先前未被認識的回收途徑。（圖片來源：讚NIH/UVA Health）

半融合體是首次於2025年由國立衛生研究院與維吉尼亞大學醫學院的研究人員描述的細胞內細胞器。 半融合體是利用原位冷凍電子斷層掃描(cryoET)發現的異質性囊泡複合體，其特點是具有持續性的半融合隔膜和特徵性的42奈米蛋白脂質奈米液滴（PND）。這些細胞器在細胞周邊位置的囊泡結構中可佔多達10%，且常含有胞內體，但它們不參與傳統胞吞作用途徑。
半融合體被認為可以作為一種ESCRT非依賴機制（Endosomal Sorting Complexes Required for Transport 非依賴機制）促進多囊泡體生成的平台。其形狀被比喻為戴著圍巾的雪人。